# Catedrala Adormirea Maicii Domnului din Hiroshima
Catedrala "Adormirea Maicii Domnului" din Hiroșima este o biserică romano-catolică ridicată, între anii 1950-1954, la Hiroșima. Inițiativa construcției a aparținut călugărului iezuit Hugo Enomiya-Lassalle. În anul 1959, papa Ioan al XXIII-lea a înființat Dieceza de Hiroșima și a stabilit acest lăcaș drept catedrală a noii episcopii catolice.